# جیردخان (ساموخ)
جیردخان (به لاتین: Cırdaxan) یک منطقه مسکونی در جمهوری آذربایجان است که در شهرستان ساموخ واقع شده است.